# Normann Stadler
Normann Stadler (* 25. Februar 1973 in Wertheim) ist ein ehemaliger deutscher Triathlet und Duathlet. Er gewann 2004 und 2006 die Ironman World Championship, drei weitere Ironman-Wettkämpfe (2000, 2001, 2005) und wurde Deutscher Meister im Triathlon (2003 und 2008 jeweils auf der Mitteldistanz).

## Werdegang
Als Zwölfjähriger nahm der in Dörlesberg aufgewachsene Normann Stadler – motiviert durch einen TV-Bericht über den Ironman Hawaii – an seinem ersten Triathlon in Wertheim teil. 1988 beim Triathlon in Bad Kötzting und 1989 in Hückeswagen wurde er Deutscher Meister der Jugend B (U16). Schon mit 14 Jahren startete Stadler im Bundeskader der Radfahrer. Bei der Junioren-Europameisterschaft im Triathlon 1989 in Genf belegte Stadler den sechsten Platz, 1990 in Montluçon folgte ein dritter Platz. Bei den Triathlons in Großkrotzenburg (1990) und in Herlazhofen (1991) wurde Stadler Deutscher Meister in der Jugend A (U18). Sechs Mal in Folge kam er bei den deutschen Duathlon-Meisterschaften auf das Siegerpodest (1991 und 1993 als Dritter, 1992 und 1994 als Zweiter sowie 1995 und 1996 als Erster).

### Duathlon-Weltmeister 1994
1994 gewann er als Einundzwanzigjähriger im australischen Hobart die Duathlon-Weltmeisterschaften. 1995 in Cancún wurde er Dritter und 1996 in Ferrara Sechster. Trainiert wurde er in dieser Zeit von seinem Vater, dem Bundeswehrsoldaten und Zehnkämpfer Fritz Stadler, der ihm eingebläut hatte: „Wenn Du etwas machst, dann mache es richtig oder lass' es bleiben.“ 1997 folgte dann eine Pause – Normann Stadler, der seine Ausbildung zum Bürokaufmann sowie vier Jahre als Zeitsoldat hinter sich hatte, war zu Hause ausgezogen und bestritt für ein Jahr keine Wettkämpfe. Sein Sport war dabei, sich zu wandeln, und auf der Triathlon-Kurzdistanz war bei der Weltmeisterschaft im November 1995 in Cancún erstmals Drafting freigegeben worden. Stadler war hier knapp drei Minuten hinter den Führenden aus dem Wasser gekommen und musste lernen, mit seiner bisherigen Strategie, auf seine herausragenden Fähigkeiten auf dem Rad zu setzen, keine Chance mehr zu haben. Weit abgeschlagen landete er auf dem 51. Rang. Andere hochrangige Wettkämpfe auf der Kurzdistanz zogen in den nächsten Jahren nach.

### Triathlon-Langstrecke seit 1998
Die Erfolge von Thomas Hellriegel, mit dem Normann Stadler zusammen bei der Sportfördergruppe in Warendorf gewesen war, motivierten ihn für den Wechsel zum Ironman.

1998 wurde Stadler in Zürich Vierter und 1999 Fünfter, 1999 sammelte er seine ersten Erfahrungen beim Ironman Hawaii. 2000 landete Normann Stadler auch beim Ironman in der Weltspitze und siegte 2000 und 2001 beim Ironman Australia, beim Ironman Hawaii erreichte er 2000 den dritten Platz und wurde 2001 sowie 2003 jeweils Vierter. Zur Vorbereitung zog sich Stadler regelmäßig für einige Wochen zusammen mit Jürgen Zäck nach San Diego zurück.

### Sieger Ironman Hawaii 2004
2004 wechselte Stadler dann bei seinem sechsten Hawaii-Start mit über 20 Minuten Vorsprung auf die Top-Favoriten vom Rad auf die Laufstrecke, sodass ihm auch ein relativ langsamer Marathon in 2:57:53 h reichte, um als zweiter Deutscher nach Thomas Hellriegels Sieg 1997 an der Geburtsstätte der Marke Ironman triumphieren zu können.
Bei der Wahl zum Sportler des Jahres 2004 wählten die rund 3000 Sportjournalisten im VDS Normann Stadler auf den neunten Platz.
Anschließend äußerte er sich in einem FAZ-Interview enttäuscht über seine Platzierung im Vergleich zum fünften Rang des behinderten Sportlers Wojtek Czyz: „Ich habe mir 17 Jahre den Hintern aufgerieben, und dann kommt wegen irgendeiner Story ein behinderter Sportler, der das seit zwei Jahren macht, da vorne rein, weil er in Athen den Bundeskanzler umarmt hat ...“. Bezüglich des Turners Fabian Hambüchen auf Rang sieben sage er: „Hambüchen ist ein junger, netter Kerl, aber er war einmal Siebter bei Olympia. Er hat auch von diesem tragischen Unfall von Ronny Ziesmer profitiert, auch dadurch kam Kunstturnen wieder in den Fokus der Öffentlichkeit.“ Stadler sah seine schlechte Platzierung z. B. im Vergleich zu Thomas Hellriegel, der nach seinem Hawaii-Sieg 1997 bei der Wahl Dritter wurde, auch als Folge des Dopingskandals von Nina Kraft.
Als Reaktion darauf suspendierte ihn sein Verein MTG Mannheim, für den er gemeinsam mit Timo Bracht, Uwe Widmann, Alexander Taubert u. a. seit 2001 in der Triathlon-Bundesliga angetreten war, zunächst. Bundeskanzler Gerhard Schröder tadelte ihn öffentlich für seine Aussagen.
Als Zeichen seiner Reue versteigerte er sein Hawaii-Siegerrad von 2004 bei eBay und spendete den Erlös zu Gunsten behinderter Sportler. Im August 2005 nahm Stadler an einem Behindertensportfest teil.
Im Februar 2005 begann die Stadt Dubai mit dem Sponsoring einer Gruppe von Profi-Triathleten unter dem Namen Team Tri-Dubai, zu denen auch Normann Stadler gehörte.
Im Juli 2005 gewann Normann Stadler den Ironman Germany in Frankfurt am Main, wurde aber vier Monate später bei der angestrebten Titelverteidigung beim Ironman Hawaii vom Pech verfolgt und gab nach zwei Reifendefekten vor laufenden TV-Kameras demoralisiert auf, sein „Fucking Tire“ wurde anschließend zum geflügelten Wort in der Szene. Stattdessen wurde der Münchener Faris Al-Sultan dritter deutscher Hawaii-Sieger.

### Sieger Ironman Hawaii 2006
Im Juli 2006 kam Stadler beim Ironman in Frankfurt mit nur 45 Sekunden Rückstand auf die Führenden aus dem Wasser, setzte sich auf dem Rad rasch an die Spitze und fuhr ein Polster von 8 Minuten heraus. Rippenprellungen infolge zweier Stürze auf dem Rad nach einsetzendem Starkregen behinderten ihn aber auf der Laufstrecke, so dass er nur auf Platz elf kam.
Drei Monate später konnte Stadler nach 8:11:56 h zum zweiten Mal die Ironman World Championship gewinnen. Dabei stellte er in 4:18:23 h (41,9 km/h) eine neue Bestzeit für die Radstrecke von 180 km des Ironman Hawaii auf, um noch einen Marathon von 2:55:02 h nach einem für seine Verhältnisse schnellen Schwimmen (54:05 min) zum Auftakt anzuschließen. Stadler hatte sich im Vergleich zu seinem ersten Sieg 2004 in seinen beiden schwächeren Disziplinen Schwimmen und Laufen stark verbessert, ihm gelang es damit früher, das Rennen zu bestimmen und so die Konkurrenz unter Druck zu setzen. Trotzdem betrug sein Vorsprung vor Chris McCormack im Ziel nur 71 sec. Nach seinem zweiten Triumph beim Ironman Hawaii wurde Normann Stadler Siebter bei der Wahl zum Sportler des Jahres 2006.
Nachdem das Sponsoring durch Dubai geendet hatte, gelang es Normann Stadler im Juli 2007 – zu einem Zeitpunkt, als sich aufgrund der laufenden Doping-Enthüllungen um die Tour de France zahlreiche Sponsoren vom Radsport zurückzogen – als Teamkapitän einer Gruppe von Profi-Triathleten u. a. mit Markus Fachbach und Jan Raphael einen auf fünf Jahre angelegten Sponsoringvertrag mit der Investmentbank Dresdner Kleinwort abzuschließen.
Das Engagement hatte ein Volumen in Höhe eines siebenstelligen Eurobetrags. Besonderheit des Vertrages war auch, dass sich alle Teammitglieder regelmäßigen über das Jahr verteilten Dopingkontrollen unterwarfen und ein Teil der Bezahlung erst drei Jahre nach Vertragsende bei bis dahin negativen Dopingkontrollen ausgezahlt werden sollte. Nach Übernahme der Dresdner Bank durch die Commerzbank 2009 führte diese das Team unter dem Namen Commerzbank Triathlon Team fort.
Im Juli 2007 hätte es mit Faris Al-Sultan zur Kraftprobe der Hawaii-Sieger der letzten drei Jahre beim Ironman in Frankfurt kommen sollen, aber nach 150 km stieg Normann Stadler vom Rad, stellte es an den Straßenrand und fasste sich mit schmerzverzerrtem Gesicht an den Rücken.
2007 verhinderte eine Magen-Darm-Infektion eine Titelverteidigung beim Ironman Hawaii und Normann Stadler stieg auf der Radstrecke mit Magenkrämpfen aus. Faris Al-Sultan hatte sich bereits eine Stunde vor dem Startschuss erkrankt verabschiedet, auch andere deutsche Athleten brachen das Rennen ab, und erstmals seit 1984 befand sich kein deutschsprachiger Athlet in den Top Ten.
Ausgerechnet Chris McCormack, mit dem Stadler sich seit dem Vorjahr heftigste Wortgefechte lieferte, gewann.
Mit Spannung war im Juli 2008 ein Showdown der Hawaii-Sieger der letzten vier Jahre – Stadler, Al-Sultan und McCormack – beim Ironman in Frankfurt erwartet worden, aber wenige Tage vor dem Rennen sagte Stadler erkrankt ab.
McCormack siegte mit Streckenrekord.

Drei Monate später auf Hawaii ging Normann Stadler in Führung liegend auf die Laufstrecke, musste dann aber seine Konkurrenten passieren lassen und wurde einen Platz hinter Faris Al-Sultan Zwölfter. Diesmal war es McCormack, der auf der Radstrecke ausstieg.
Bei der Challenge Roth im Juli 2009 gelang Normann Stadler, der als Hawaii-Sieger kein Qualifikationsrennen bestreiten musste, zwar eine neue persönliche Bestzeit auf der Ironman-Distanz, die ihm aber nur zu einem vierten Platz reichte. 
Auf Hawaii drei Monate später war es diesmal nicht Stadler, sondern der Amerikaner Chris Lieto, gefolgt von Maik Twelsiek, die auf dem Rad den anderen davonfuhren. Einige Minuten dahinter wechselten zwar kurz hintereinander Faris Al-Sultan, Chris McCormack und Normann Stadler auf die Laufstrecke, Stadler brach aber schon nach wenigen Kilometern auf dem Alii Drive von Krämpfen gezeichnet das Rennen ab.
Im Juni 2010 konnte Normann Stadler souverän die Challenge Kraichgau vor James Cunnama gewinnen, hatte aber bei der Challenge Roth vier Wochen später erneut einen Wettkampfabbruch wegen muskulärer Probleme. Beim Ironman Hawaii drei Monate später auf der Radstrecke ein ähnliches Bild wie im Vorjahr: Stadler gelang es, zu einer Gruppe mit McCormack, Al-Sultan sowie Twelsiek und Marino Vanhoenacker aufzuschließen, vorneweg hatte sich aber Chris Lieto bereits abgesetzt. Stadler wechselte zwar als Achter auf die Laufstrecke, konnte aber das Tempo nicht halten und kam als 34. ins Ziel.
Im Juni 2011 stieg Normann Stadler zunächst bei der Challenge Kraichgau wegen eines Reifenplatzers und eine Woche später bei einem Wettkampf in Spanien wegen eines Defekts an der Schaltung aus.

### Herzklappenoperation 2011
Ein ärztlicher Check wegen einer für ihn unerklärlichen Formschwäche in einem Trainingscamp in Eberbach ergab ein Aortenaneurysma, die Aorta hätte jederzeit platzen können. Im Juli 2011 unterzog sich Normann Stadler am Uniklinikum Heidelberg einem Eingriff an einer Herzklappe und der herznahen Hauptschlagader.
Die Ursache für die Erkrankung blieb ungeklärt. Stadler vermutete, dass sie entweder auf einen Trainingsunfall im Frühjahr auf Mallorca oder eine Viruserkrankung zurückzuführen sei. Im August 2011 erklärte er daraufhin das Ende seiner Profikarriere, bereits abgeschlossene Verträge für den Bau eines gemeinsamen Hauses mit seiner Frau hob das Paar wieder auf.
Er betreute den belgischen Triathleten Marino Vanhoenacker bis zu dessen Karriereende im Juni 2019. Seit seiner Reha von der Operation wurde er zum ambitionierten Golfer, sein Heimatclub ist der Bad Vilbeler Golfclub Lindenhof.
Normann Stadler wurde 2021 zusammen mit Natascha Badmann zum Captain ernannt für das im Collins Cup der Professional Triathletes Organisation startende Team Europe (Daniela Ryf, Anne Haug, Lucy Charles-Barclay, Holly Lawrence, Jan Frodeno, Gustav Iden, Joe Skipper und Patrick Lange).

### Privates
Im Dezember 2008 heirateten Normann Stadler und Sonja Schuster. 
Im Juni 2009 wurde der erste Sohn des in Mannheim lebenden Paares geboren und im Dezember 2011 kam der zweite Sohn zur Welt.

## Auszeichnungen
- In seinem Wohnort wurde Stadler als „Mannheimer Sportler des Jahres 2004“ geehrt.[38]
- 2004 bei der Wahl zum Sportler des Jahres auf dem 9. Rang
- 2006 bei der Wahl zum Sportler des Jahres auf dem 7. Rang
- 2020 Burnout-Netzwerk-Ehren-Award für seine Geschichte.[39]

## Sportliche Erfolge
Stadler errang acht Einzeltitel bei Deutschen Meisterschaften im Duathlon oder Triathlon der Jugend bzw. Junioren sowie mehrere Medaillen bei Europa- und Weltmeisterschaften im Duathlon und Triathlon.
| Datum/Jahr    | Platz | Wettbewerb                                       | Austragungsort | Zeit     | Bemerkung                                                                                     |
| ------------- | ----- | ------------------------------------------------ | -------------- | -------- | --------------------------------------------------------------------------------------------- |
| 11. Juni 2011 | DNF   | TriGrandPrix in Zarautz                          | Zarautz        | –        | Rennabbruch wegen technischer Probleme                                                        |
| 17. Apr. 2011 | 3     | TriStar111 Mallorca                              | Portocolom     | 03:41:00 | 1 km Schwimmen, 100 km Radfahren und 10 km Laufen                                             |
| 6. Juni 2010  | 1     | Challenge Kraichgau                              | Kraichgau      | 03:54:22 | Sieg auf der Halbdistanz vor James Cunnama                                                    |
| 8. Aug. 2009  | 1     | Waldviertler Eisenmann Triathlon                 | Litschau       | 04:05:09 | 2,3 km Schwimmen, 84 km Radfahren und 21 km Laufen                                            |
| 14. Juni 2009 | 1     | Maxdorfer Triathlon                              | Maxdorf        | 03:45:18 | vor Michael Göhner (2 km Schwimmen, 85 km Radfahren und 20 km Laufen)                         |
| 2008          | 1     | DTU Deutsche Triathlon-Meisterschaft             | Kulmbach       |          | beim Mönchshof-Triathlon Deutscher Triathlon-Meister auf der Mitteldistanz (außer Konkurrenz) |
| 4. Mai 2008   | 7     | Siegerland-Cup                                   | Buschhütten    |          |                                                                                               |
| 5. Aug. 2007  | 1     | Heidelbergman                                    | Heidelberg     | 02:05:44 | vor Sebastian Kienle und Timo Bracht (1,7 km Schwimmen, 36 km Radfahren und 10 km Laufen)     |
| 11. Juni 2007 | 1     | Maxdorfer Triathlon                              | Maxdorf        | 03:45:20 |                                                                                               |
| 2006          | 1     | Maxdorfer Triathlon                              | Maxdorf        |          | 2 km Schwimmen, 85 km Radfahren und 20 km Laufen                                              |
| 2005          | 1     | Marc Herremans Classic                           | Antwerpen      | 03:49:47 |                                                                                               |
| 2005          | 1     | Maxdorfer Triathlon                              | Maxdorf        |          |                                                                                               |
| 9. Aug. 2003  | 1     | DTU Meisterschaft Mitteldistanz                  | Kulmbach       |          | Deutscher Triathlon-Meister auf der Mitteldistanz                                             |
| 22. Juli 2000 | 5     | Allgäu Triathlon                                 | Immenstadt     | 04:31:22 | Deutsche Meisterschaft Mitteldistanz                                                          |
| 1996          | 1     | Allgäu Triathlon                                 | Immenstadt     |          |                                                                                               |
| 1995          | 2     | DTU Deutsche Meisterschaft Triathlon Kurzdistanz | Darmstadt      |          | Deutscher Vizemeister auf der Kurzdistanz – hinter Ralf Eggert                                |
| 23. Juni 1991 | 20    | Supersprint Serie                                | Roth           | 01:58:34 | auf der olympischen Distanz (1,5 km Schwimmen, 40 km Radfahren und 10 km Laufen)              |

| Datum/Jahr    | Platz | Wettbewerb          | Austragungsort | Zeit     | Bemerkung |
| ------------- | ----- | ------------------- | -------------- | -------- | --- |
| 9. Okt. 2010  | 34    | Ironman Hawaii      | Big Island     | 08:49:26 | |
| 18. Juli 2010 | DNF   | Challenge Roth      | Roth           | –        | Rennabbruch mit muskulären Problemen |
| 10. Okt. 2009 | DNF   | Ironman Hawaii      | Big Island     | –        | Aufgabe auf der Marathonstrecke aufgrund von Krämpfen |
| 12. Juli 2009 | 4     | Challenge Roth      | Roth           | 08:03:43 | neue persönliche Bestzeit über die Langdistanz, Weltbestzeit auf dem Rad nur um wenige Sekunden verfehlt                                                            |
| 11. Okt. 2008 | 12    | Ironman Hawaii      | Big Island     | 08:44:04 | |
| 13. Okt. 2007 | DNF   | Ironman Hawaii      | Big Island     | –        | Aufgabe auf der Radstrecke aufgrund von Magenproblemen |
| 1. Juli 2007  | DNF   | Ironman Germany     | Frankfurt      | –        | |
| 21. Okt. 2006 | 1     | Ironman Hawaii      | Big Island     | 08:11:56 | Sieger der Ironman World Championship (3,86 km Schwimmen, 180,2 km Radfahren und 42,195 km Laufen) mit der schnellsten Zeit auf der Radetappe (4:18:23 h; bis 2017) |
| 23. Juli 2006 | 11    | Ironman Germany     | Frankfurt      | 08:55:57 | |
| 15. Okt. 2005 | DNF   | Ironman Hawaii      | Big Island     | –        | Rennabbruch nach Reifenpannen |
| 10. Juli 2005 | 1     | Ironman Germany     | Frankfurt      | 08:20:59 | Sieg vor dem Neuseeländer Cameron Brown |
| 16. Okt. 2004 | 1     | Ironman Hawaii      | Big Island     | 08:33:29 | Sieger der Ironman World Championships als zweiter Deutscher (nach Thomas Hellriegel, 1997)                                                                         |
| 25. Juli 2004 | 2     | Ironman Switzerland | Zürich         | 08:21:24 | zweiter Rang hinter dem Schweizer Olivier Bernhard |
| 11. Juli 2004 | DNF   | Ironman Germany     | Frankfurt      | –        | |
| 6. März 2004  | DNF   | Ironman New Zealand | Taupō          | –        | |
| 18. Okt. 2003 | 4     | Ironman Hawaii      | Big Island     | 08:32:47 | |
| 13. Juli 2003 | 6     | Ironman Germany     | Frankfurt      | 08:33:07 | |
| 11. Mai 2003  | 10    | ITU WM Langdistanz  | Ibiza          | 05:45:06 | |
| 19. Okt. 2002 | 199   | Ironman Hawaii      | Big Island     | 10:01:09 | |
| 12. Mai 2002  | 4     | Ironman Japan       | Tōyako         | 08:54:59 | |
| 6. Okt. 2001  | 4     | Ironman Hawaii      | Big Island     | 08:49:43 | |
| 8. Apr. 2001  | 1     | Ironman Australia   | Forster        | 08:30:22 | |
| 14. Okt. 2000 | 3     | Ironman Hawaii      | Big Island     | 08:26:45 | |
| 9. Apr. 2000  | 1     | Ironman Australia   | Forster        | 08:30:37 | |
| 23. Okt. 1999 | 15    | Ironman Hawaii      | Big Island     | 08:45:57 | erster Start bei der Ironman World Championship |
| 1. Aug. 1999  | 4     | Ironman Switzerland | Zürich         | 08:50:04 | |
| 2. Aug. 1998  | 5     | Ironman Switzerland | Zürich         | 08:42:51 | |

| Datum/Jahr    | Platz | Wettbewerb                          | Austragungsort | Zeit     | Bemerkung                                                                                                 |
| ------------- | ----- | ----------------------------------- | -------------- | -------- | --- |
| 2004          | 1     | DTU Deutsche Duathlon-Meisterschaft | Backnang       |          | Deutscher Duathlon-Meister                                                                                |
| 22. Juni 1997 | 3     | Powerman Austria                    | Weyer          | 03:15:44 | [ 43 ] |
| 1996          | 1     | DTU Deutsche Duathlon-Meisterschaft | Deutschland    |          | Deutscher Duathlon-Meister                                                                                |
| 23. Juni 1996 | 2     | Powerman Italy                      | Italien        | Lecco    | |
| Apr. 1996     | 2     | Powerman Holland                    | Niederlande    | Venray   | |
| 1995          | 1     | DTU Deutsche Duathlon-Meisterschaft | St. Wendel     |          | Deutscher Duathlon-Meister auf der Kurzdistanz (10 km erster Lauf, 40 km Radfahren und 5 km zweiter Lauf) |
| 1994          | 1     | ITU Duathlon World Championships    | Hobart         |          | Duathlon-Weltmeister neben der Niederländerin Irma Heeren bei den Frauen                                  |

| Datum/Jahr | Platz | Wettbewerb         | Austragungsort    | Zeit     | Bemerkung                                                          |
| ---------- | ----- | ------------------ | ----------------- | -------- | ------------------------------------------------------------------ |
| 2007       | 49    | Frankfurt-Marathon | Frankfurt am Main | 02:32:12 | Start über die Marathon-Distanz zwei Wochen nach der WM auf Hawaii |

(DNF – Did Not Finish)